# Drosophila clydonia
Drosophila clydonia är en tvåvingeart som beskrevs av Elmo Hardy 1965. Drosophila clydonia ingår i släktet Drosophila och familjen daggflugor.
Artens utbredningsområde är Hawaii.